# يوسف مرعي (لاعب كرة قدم)
يوسف زياد مرعي لاعب كرة قدم قطري من أصل أردني، ولد في (2 فبراير 2007) ، يلعب لصالح النادي الأهلي.